# Парламентские выборы в Великобритании (февраль 1974)
Парламентские выборы в Великобритании февраля 1974 года — демократические выборы, прошедшие 28 февраля 1974 года. На выборах консерваторы победили по числу собранных голосов (11 872 180 против 11 645 616), однако их кандидаты победили лишь в 297 избирательных округах против 301 у лейбористов. Премьер-министром по итогам выборов намеревался стать Эдвард Хит, планировавший заключить союз с либералами, однако переговоры не удались, и премьер-министром стал Гарольд Вильсон. Но отсутствие стабильного большинства в Палате общин вынудило лейбористов провести досрочные выборы уже в октябре.
Голосование проходило в условиях экономического кризиса и стагфляции, когда ни консерваторы, ни лейбористы, ни либералы не могли предложить действенных и безболезненных мер по борьбе с кризисом. Ответом на это стало недоверие избирателей и появление массового протестного электората. Общий процент голосов, поданный за консерваторов и лейбористов, уменьшился с 89,5% на предыдущих выборах до 75,1% на февральских выборах. Недоверие к ведущим политическим силам в лице консерваторов и лейбористов вылилось в почти трёхкратное увеличение числа голосов, поданных за либералов (с 2 117 035 до 6 059 519) и двукратное — за Шотландскую национальную партию (с 306 802 до 633 180). Почти в 7 раз увеличилось число голосов, поданных за Британский национальный фронт. Значительное число мест в Палате общин получили небольшие партии: Шотландская национальная партия, Партия Уэльса, Ольстерская юнионистская партия, Социал-демократическая и лейбористская партия, «Авангард», а также независимые кандидаты.

## Результаты выборов
| Партия                              | Лидер           | Голосов    | %    | Мест | Δ мест |
| ----------------------------------- | --------------- | ---------- | ---- | ---- | ------ |
| Консерваторы                        | Эдвард Хит      | 11 872 180 | 37,9 | 297  | ▼ 33   |
| Лейбористы                          | Гарольд Вильсон | 11 645 616 | 37,2 | 301  | ▲ 13   |
| Либералы                            | Джереми Торп    | 6 059 519  | 19,3 | 14   | ▲ 8    |
| ШНП                                 |                 | 633 180    | 2,0  | 7    | ▲ 6    |
| Ольстерская юнионистская партия     |                 | 232 103    | 0,8  | 7    | ▼ 1    |
| Партия Уэльса                       |                 | 171 374    | 0,5  | 2    | ▲ 2    |
| СДЛП                                |                 | 160 137    | 0,5  | 1    | ▲ 1    |
| Национальный фронт                  |                 | 76 865     | 0,2  | 0    | 0      |
| Авангард                            |                 | 75 944     | 0,2  | 3    | ▲ 3    |
| Демократическая юнионистская партия |                 | 58 656     | 0,2  | 1    | 0      |
| Независимые либералы                |                 | 38 437     | 0,2  | 0    | 0      |
| Коммунисты                          |                 | 32 743     | 0,1  | 0    | 0      |
| Независимые лейбористы              |                 | 29 892     | 0,1  | 1    | 0      |
| Единство                            |                 | 17 593     | 0,0  | 0    | ▼ 2    |
| Демократические лейбористы          |                 | 14 780     | 0,0  | 1    | ▲ 1    |